# 행안면
행안면(幸安面)은 대한민국 전북특별자치도 부안군의 면이다.

## 개요
행안면은 부안군청에서 남동쪽으로 약 600m 지점에 위치하고 있으며, 행안면소재지 전면은 부안읍 서외리 아제마을을 경계로 부안읍 시가지와 가장 인접한 면이다.

## 행정 구역
- 대초리
- 삼간리
- 신기리
- 역리
- 진동리

## 관내 기관
- 부안소방서 - 2007.01.08 현 위치로 이전
- 부안경찰서 - 1997.11.12 현 위치로 이전
- 부안군농업기술센터

## 교육
- 행안초등학교 (진동리)
- 고성초등학교 (폐교) - 월암길 49 (삼간리)
- 부안제일고등학교 (신기리)